# Manicomio di Santa Dorotea

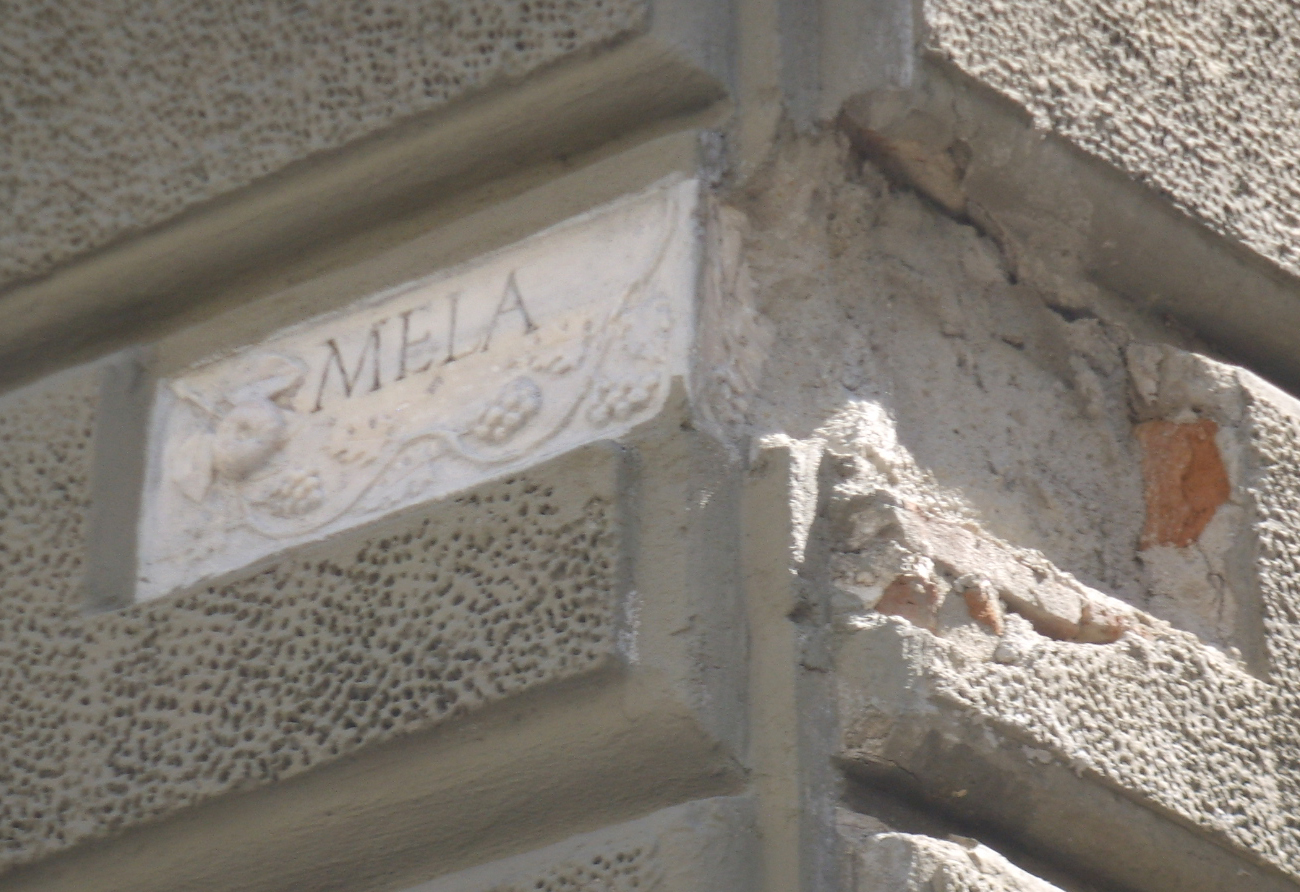
Il Canto alla Mela

L'ex manicomio di Santa Dorotea si trova a Firenze, in via Ghibellina 51, alla testa dell'isolato tra via delle Conce e via de' Macci.

## Storia e descrizione
L'edificio si presenta come esteso casamento, con i fronti caratterizzati da un disegno tipicamente ottocentesco, frutto di un intervento sull'area teso a unificare un nucleo di precedenti e antiche case. In particolare sappiamo che qui era una proprietà della famiglia Zati, mantenuta fino al 1632 e, dopo essere stato per un breve periodo di tempo utilizzato come caserma, l'edificio fu destinato a ospitare un istituto per l'educazione delle fanciulle, voluto dalla pia donna Faustina Mainardi e intitolato a santa Dorotea. 
Nel frattempo il frate carmelitano Alberto Leoni, vicario del convento di Santa Lucia alla Castellina ottenne dall'arcivescovo Pietro Niccolini l'autorizzazione a fondare una casa di ricovero e cura per i malati di mente, la prima del genere in Toscana, mosso dalla pietà verso le inaudite sofferenze di questi malati che fino ad allora erano destinati alla vita in strada o nelle carceri. Nonostante la premature morte del Leoni, un gruppo di dodici gentiluomini si riunì in una congrega attorno alla figura del carmelitano Giovanni Antonio Diciotti da Bergamo, e ottenne un generoso lascito per l'istituzione di un ospedale dei "mentecatti" o "pazzerelli", destinato a persone di entrambi i sessi e di qualsiasi ceto e condizione. Acquistarono così nel 1643 l'immobile dell'Istituto di Santa Dorotea e due casette attigue, inaugurando il primo manicomio toscano il 6 febbraio di quell'anno, giorno di santa Dorotea, la quale continuò a essere patrona anche della nuova istituzione. Dotata di un piccolo oratorio, la "Pia casa di Santa Dotorea de' Mentecatti detta volgarmente de' Pazzarelli", fu protetta da Ferdinando II de' Medici, e posta sotto la custodia di un presbitero "Spedalingo", che dal 1646 fu sostituito da un "Custode" laico. Lo stemma mostrava una "M" di "Mentecatti", nera in campo argento. 
Nonostante Innocenzo X avesse destinato ai benefatturo dell'istituto diversi privilegi spirituali, nel 1680 il calo delle entrate derivate dalle elemosine, impose l'istituzione di una retta per i ricovenrati, in mancanza della quale essi venivano rispediti al carcere delle Stinche o, nei casi più gravi, all'ospedale di Santa Maria Nuova. Nel 1687 però successe in quell'ospedale che un "pazzo furioso" uccidesse un medico, riportando alla ribalta il problema dei fuori di senno, che l'anno dopo avrebbe portato alla costruzione dell'ala della "Pazzeria", sovvenzionata da Cosimo III de' Medici e da alcuni nobili fiorentini.
Nel frattempo Santa Dorotea sopravvisse, pur perduta l'esclusiva, e nell'ambito di alcune riforme promosse da Francesco Stefano di Lorena, nel 1754 fu trasferito nell'ex-ospedale dei Santi Filippo e Jacopo, assieme ai ricoverati della Pazzeria di Santa Maria Nuova, ma causa del sovraffollamento queste due strutture tornarono presto ad accolgliere a loro volta i malati. 
Nel 1788 gli ultimi malati di Santa Dorotea furono trasferiti allo spedale di Bonifazio, dove gli studi di Vincenzo Chiarugi iniziavano finalmente a riconoscere lo stato patologico dei malati di mente e a predisporre delle terapie. 
Non si conoscono le vicende occorse allo stabile nel periodo successivo, ma con ogni evidenza nell'attuale fabbrica nulla sembra documentare della storia passata, se non i piccoli inserti in marmo che si trovano sulla cantonata con via de' Macci, che ci ricordano il luogo come anticamente denominato "canto alla mela", in riferimento a un tabernacolo (che ugualmente non si è conservato) dove era raffigurata una Madonna col Bambino che stringeva tra le mani, appunto, una mela.